# Amastra micans
Amastra micans е вид коремоного от семейство Amastridae. Видът е критично застрашен от изчезване.

## Разпространение
Разпространен е в САЩ (Хавайски острови).